# Connarus stenophyllus
Connarus stenophyllus là một loài thực vật có hoa trong họ Connaraceae. Loài này được Standl. & L.O.Williams ex A.Molina mô tả khoa học đầu tiên năm 1968.